# رشا الأطرش
رشا الأطرش هي كاتبة وصحفيّة ومترجِمة لبنانيّة صدر لها عددٌ من الكتب والرويات والكتب المترجَمة لعلَّ أبرزها رواية «صابون» التي تحكي فيها عن الحبّ وعن غدر الحياة والمجتمع من خلال قصّة بطلتها غادة، كما ترجَمت عن الإنجليزيّة رواية «تأمّلات» وهي رواية ركَّزت على الأيام الأخيرة لأبٍ يُصارع الموت ومن حوله أحفاده وعائلته وكيف تمضي تلك اللحظات الصعبة في حياة كلّ أفراد العائلة.

## الحياة المُبكّرة والتعليم
وُلدت رشا الأطرش في لبنان وهناك عاشت معظم سنوات طفولتها وشبابها. حصلت رشا على درجة الماجستير في الدراسات الثقافية من جامعة جولدسميث في لندن بالمملكة المتحدة. توجَّهت لاحقًا وتحديدًا في العام 1997 للعمل في مجال الصحافة.

## المسيرة المهنيّة

### البداية
دخلت رشا الأطرش ميدان الصحافة فعملت لصالحِ عددٍ من المجلّات والجرائد والصحف منذ عام 1977 وحتى أواخر العقد الأول من القرن الحادي والعشرين. توجَّهت رشا بعد ذلك لمجال الكتابة والتأليف وكذا النشر وبحلول عام 2010 نشرت روايتها الأولى تحتَ عنوان «صابون» وذلك بعد أن فازت بجائزة محترف «كيف تكتبُ رواية» الذي أشرفت عليه الروائية نجوى بركات.

### النتاج الأدبي
نشرت رشا الأطرش أول أعمالها الأدبيّة عام 2010 وهي روايةٌ صدرت تحت عنوان «صابون» (الرقم الدولي: 9781855166424) في نحو 194 صفحة عن دار الساقي للنشر والتوزيع. تمضي الرواية على لسان بطلتها غادة التي تقعُ صدفةً في حبّ أحدهم فيُبادلها نفس الحب حتى تعتقد أنها ستعوّض إنكسارات خالتها وأمها وأختها، وستُكمل أنصاف الحالات، وستثبت أنها لن تعجز عن توليف حالتها الكاملة. يظهر جاد في القصّة ذاك المخرج التلفزيوني الذي تعتبرهُ جسرها المبهرج إلى دنيا مشبعة بالضوء لكنّه يرتبطُ بها ثمّ يتركها ويختفي وهو ما يدفعُ حبيبها سامر إلى تركها هو الآخر مكسورة وحيدة. خلال كلّ هذا، تنزلقُ بائعة الصابون إلى عالمها الداخلي الذي كانت قد حظرته على نفسها من قبل.
ثاني أعمال الروائيّة اللبنانية كانت رواية «تأمّلات» التي صدرت في 187 صفحة عن الدار العربية للعلوم ناشرون. تُصوّر هذه الرواية المترجَمة الأيام الأخيرة لأب يصارع الموت ومن حوله أحفاده وعائلته. فمن على فراش الموت تبدأ قصة جورج كروسبي، وهو يستعيد أحداث طفولته المضطربة كابن أكبر لبائع متجول يدعى هوارد مصاب بداء الصرع. وفي الرواية يستعيرُ الكاتب بول هاردينغ أدوات من مهنته كأخصائي في تصليح الساعات، لوصف الواقع الحزين لحياة بطله جورج كروسبي، وهو يتذكر بألمْ طفولته البائسة مع أبيه المريض ونوبات الصرع التي كانت تصيبه.

## آراء
تُؤيّد الأطرش الكتابة في خلوة دون وجود آخرين بل تمنعُ الآخرين الاطلاع على ما تكتب قبل أن يكتمل نوعًا ما من وجهة نظرها. مع ذلك، فقد سبق للكاتبة اللبنانيّة – بحسبها – أن كتبت أمام روائيين آخرين وهو ما خلخل كما تقول تجربتها الخاصّة في التعامل من أجواء النص وطريقة التفكير فيه بحكم أن هناك مؤثرات تهبُّ عليها أثناء الكتابة.
تؤكّد رشا الأطرش أنها تُحسّ بمسؤولية كبيرة تجاه ما تكتب مثلما تجاه آراء الآخرين أي تجاه رد فعل القارئ، وتؤكد أنها «لا تعتقدُ أنّ الكاتب يولد كاتبًا بل هو نتاج قراءاته ومواقفه الإنسانية عمومًا من محيطه الاجتماعي، فضلًا عن معرفته الشخصية بالكتّاب أنفسهم، ما يعني في آخر الأمر أن الكتابة حرفة مادتها الخام الأولى هي اللغة التي نخلقُ منها الحكايا والشخصيات والعوالم عبر أدوات وتقنيات في التعامل مع اللغة ومعالجتها والنزوع إلى السيطرة عليها.»
لا تُركّز رشا في كتابتها على التجريب أو الفانتازيا، بل تُمثّل الواقع بالنسبة لها مادة روائية خصبة لما تودّ أن تريد قوله عبر رصدها للتناقضات الاجتماعية في لبنان بلدها الأم. تميلُ الأطرش إلى الواقعية مقارنة بأي عوالم روائية أخرى، وترى أنَّ فالدنيا التي تحيا فيها وتتعايش مع معطياتها يوميًا مليئة بالتناقضات والإشكاليات والشخصيات المفارِقَة للسائد ما يجعلها جديرة بأن تكون مادة روائية بامتياز.
كتبت رشا الأطرش في وقتٍ ما مقالة سياسيّة مثيرة للجدل حول تنظيم الدولة الإسلاميّة وردود فعل بعض الجماعات والفصائل المسيحيّة على ما ارتكبهُ من جرائم في حقّ المسيحيين في عددٍ من دول ومناطق العالَم بما في ذلك دول الشرق الأوسط وخاصّة في سوريا والعراق. وصفت رشا دعوة البعض للحوار مع تنظيم الدولة الإسلاميّة – المصنّف من قِبل مختلف دول العالَم على أنّه جماعة إرهابيّة – بـ «النكتة»، بل وصفتْ من يُروّجون لمثل هذه الفكرة وأفكار أخرى من هذا القبيل بالبلاهة بسببِ محاولتهم مقاربة أزمة من هذا النوع والحجم.
تنتقدُ الأطرش المقولات من قبيل الإسلام حرّر المرأة أو ساوى بين الناس، كما انتقد في نفس مقالتها المثيرة للجدل عبارة داعش لا تُمثل الإسلام ساخرةً من الذي يُروّج إلى أن داعش هي ثمرة مؤامرة صهيونية/أميركية/خليجية لتمويل وتغذية إرهاب في لبوس الإسلام البريء منه كما وصفته. واصلت رشا السخريّة من كلّ من روَّج أنَّ أبو بكر البغدادي أصله يهودي، جنّده الموساد، وعاونته أجهزة استخبارات أميركية وبريطانية وإسرائيلية لخلق تنظيم إرهابي. انتقدت أيضًا نظريتي المؤامرة والإسلام المظلوم، مطالبًة بإصلاح ديني وإعادة قراءة متعمّقة لمفاهيم الإسلام وشعائره وأحكامه، الأساسي منها والفرعي، بل وكسر المحرّم الذي كسرته أديان ومجتمعات أخرى منذ أزمان وعصور كما ترى.

## قائمة أعمالها
هذه قائمةٌ بأبرز أعمال الكاتبة والمؤلِّفة اللبنانيّة رشا الأطرش:
- صابون (رواية صدرت عام 2010 عن دار الساقي)[30]
- تأمّلات (رواية مترجَمة)[31][32]